# Stormwatch
| 전문가 평가   | 전문가 평가 |
| 평가 점수     | 평가 점수   |
| 출처          | 점수        |
| ------------- | ----------- |
| AllMusic      | [ 1 ]       |
| Sputnik Music | [ 2 ]       |

《Stormwatch》는 1979년 9월 14일에 발매된 영국의 프로그레시브 록 밴드 제쓰로 툴의 열두 번째 정규 음반이다. 이 음반은 종종 《Songs from the Wood》 (1977년)와 《Heavy Horses》 (1978년)와 함께 1970년대 말에 이 밴드에 의해 발매된 포크 록 음반의 트리오 중 마지막 음반으로 여겨진다. 이 음반의 주제는 주로 환경, 기후, 해변 생활을 다루고 있으며, 최근 프런트맨인 이언 앤더슨이 부동산을 구입한 스코틀랜드의 스카이섬에서 많은 영감을 받았다.
《Stormwatch》는 드러머 배리모어 발로와 키보디스트 존 에반과 디 파머가 1980년 4월 음반 투어가 끝난 후 몇 달 동안 밴드를 떠났거나 해고되었기 때문에 특히 1970년대의 "클래식" 라인업을 특징으로 한 마지막 제쓰로 툴 음반이었고, 베이시스트 존 글래스콕은 1979년 11월 심장 합병증으로 사망했다. 순회 공연 글래스콕의 연주곡은 앤더슨이 세 곡을 제외한 모든 곡에서 베이스를 연주하는 등 그의 건강상의 문제로 인해 음반에 거의 빠져있다.

## 녹음
《Stormwatch》는 1978년 8월부터 1979년 7월까지 이어진 일련의 세션에 걸쳐 녹음되었지만, 음반 수록곡의 대부분은 1979년 후반에 녹음되었다. 1978년 세션의 초기 시리즈는 음반에 수록된 한 곡(〈Something's On the Move〉)만 제작했고, 기타리스트 마틴 바레는 1979년 인터뷰에서 "우리는 음반의 가치 있는 자료를 완성했고, 미국으로 갔고, 돌아와서, 우리는 그것을 다시 들었지만 그것은 전혀 그곳에 없었습니다. 그래서 다시 시작하기로 했습니다." 1979년 초, 밴드는 이언 앤더슨, 키보드디스트 겸 편곡자 데이비드 파머 (현 디 파머)와 바레가 스코틀랜드 발레단의 위탁 프로그램인 《The Water's Edge》의 음악을 동시에 작곡하는 동안 이 음반을 위해 녹음했다. 《The Water's Edge》를 위해 작곡된 음악들 중 일부는 후에 〈Elegy〉와 〈Dark Ages〉와 같은 《Stormwatch》의 트랙으로 발전했다.
음반의 대부분은 런던 풀럼에 있는 앤더슨의 메종 로그 스튜디오에서 녹음되었지만, 일부 세션은 메종 로그에서 밴드가 항상 사용할 수 있는 것은 아니었기 때문에 앤더슨의 집에 있는 모건 스튜디오, 타운하우스 스튜디오, 메종 로그 모바일 스튜디오에서 열렸다. 이 밴드의 이전 음반인 《Heavy Horses》처럼, 메종 로그의 낮 시간은 보통 다른 밴드들을 위해 열려있었기 때문에 《Stormwatch》의 많은 부분이 늦은 밤에 녹음되었다. 템즈 텔레비전 기상학자 프랜시스 윌슨은 〈Dun Ringill〉의 시작 부분에서 구어 작품을 공연한다.
음반을 닫는 기악곡 〈Elegy〉는 전적으로 파머에 의해 쓰여졌고, 앤더슨의 개입 없이 쓰여진 몇 안 되는 제쓰로 툴의 노래들 중 하나가 되었다.

## 곡 목록
모든 곡들은 특별한 언급이 없는 한 이언 앤더슨에 의해 작사/작곡하였다.
| #  | 제목                    | 재생 시간 |
| -- | ----------------------- | --------- |
| 1. | 〈North Sea Oil〉       | 3:08      |
| 2. | 〈Orion〉               | 3:55      |
| 3. | 〈Home〉                | 2:44      |
| 4. | 〈Dark Ages〉           | 9:07      |
| 5. | 〈Warm Sporran (기악)〉 | 3:31      |

| #   | 제목                        | 작사·작곡 | 재생 시간 |
| --- | --------------------------- | --------- | --------- |
| 6.  | 〈Something's on the Move〉 |           | 4:24      |
| 7.  | 〈Old Ghosts〉              |           | 4:20      |
| 8.  | 〈Dun Ringill〉             |           | 2:37      |
| 9.  | 〈Flying Dutchman〉         |           | 7:42      |
| 10. | 〈Elegy (기악)〉            | 디 파머   | 3:30      |

| #   | 제목                             | 작사·작곡 | 재생 시간 |
| --- | -------------------------------- | --------- | --------- |
| 11. | 〈A Stitch in Time〉             |           | 3:40      |
| 12. | 〈Crossword〉                    |           | 3:38      |
| 13. | 〈Kelpie〉                       |           | 3:37      |
| 14. | 〈King Henry's Madrigal (기악)〉 | 헨리 8세  | 3:01      |